# Holzmast

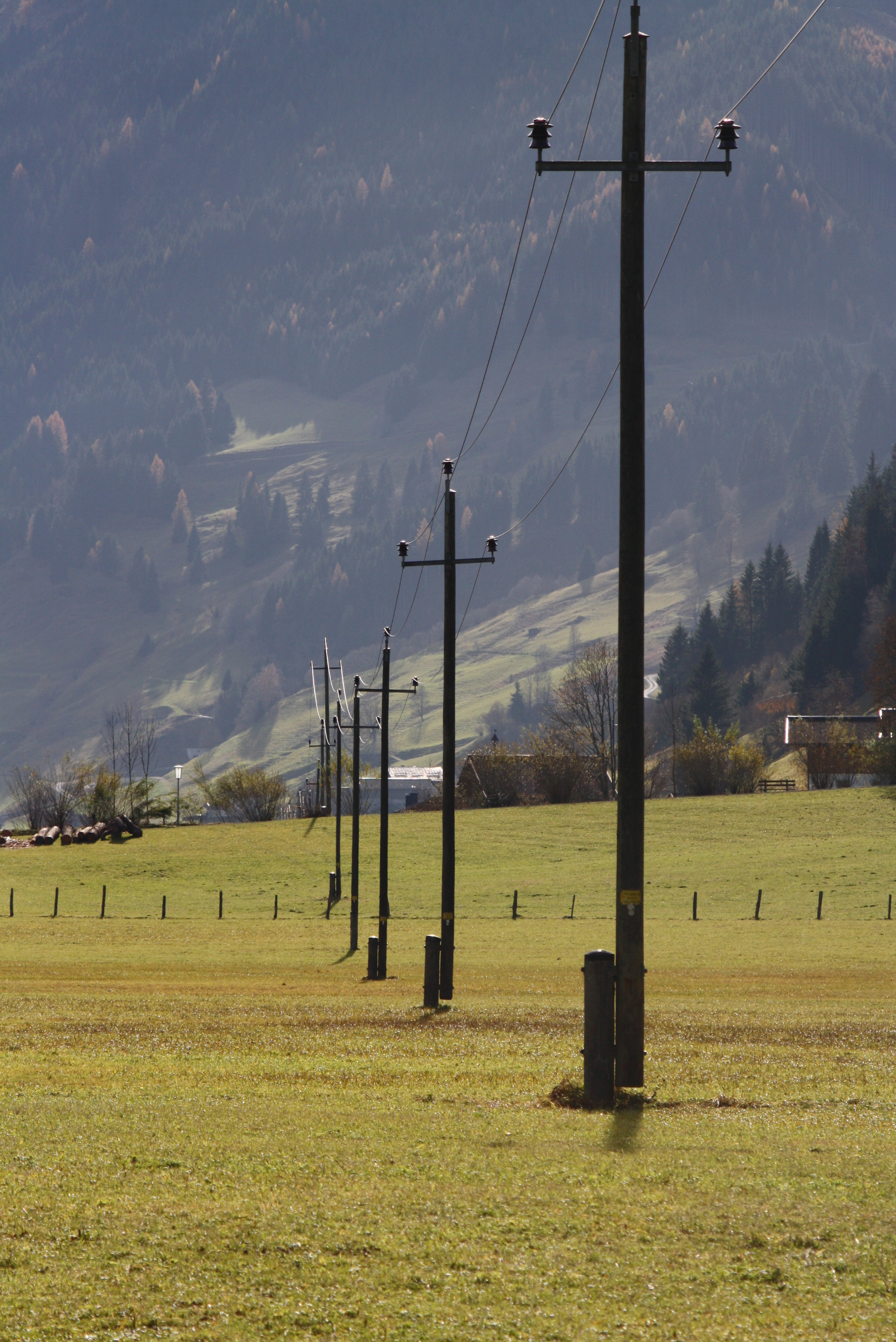
Holzmasten einer Stromleitung im Mittelspannungsnetz, Betonfertigteilgründung

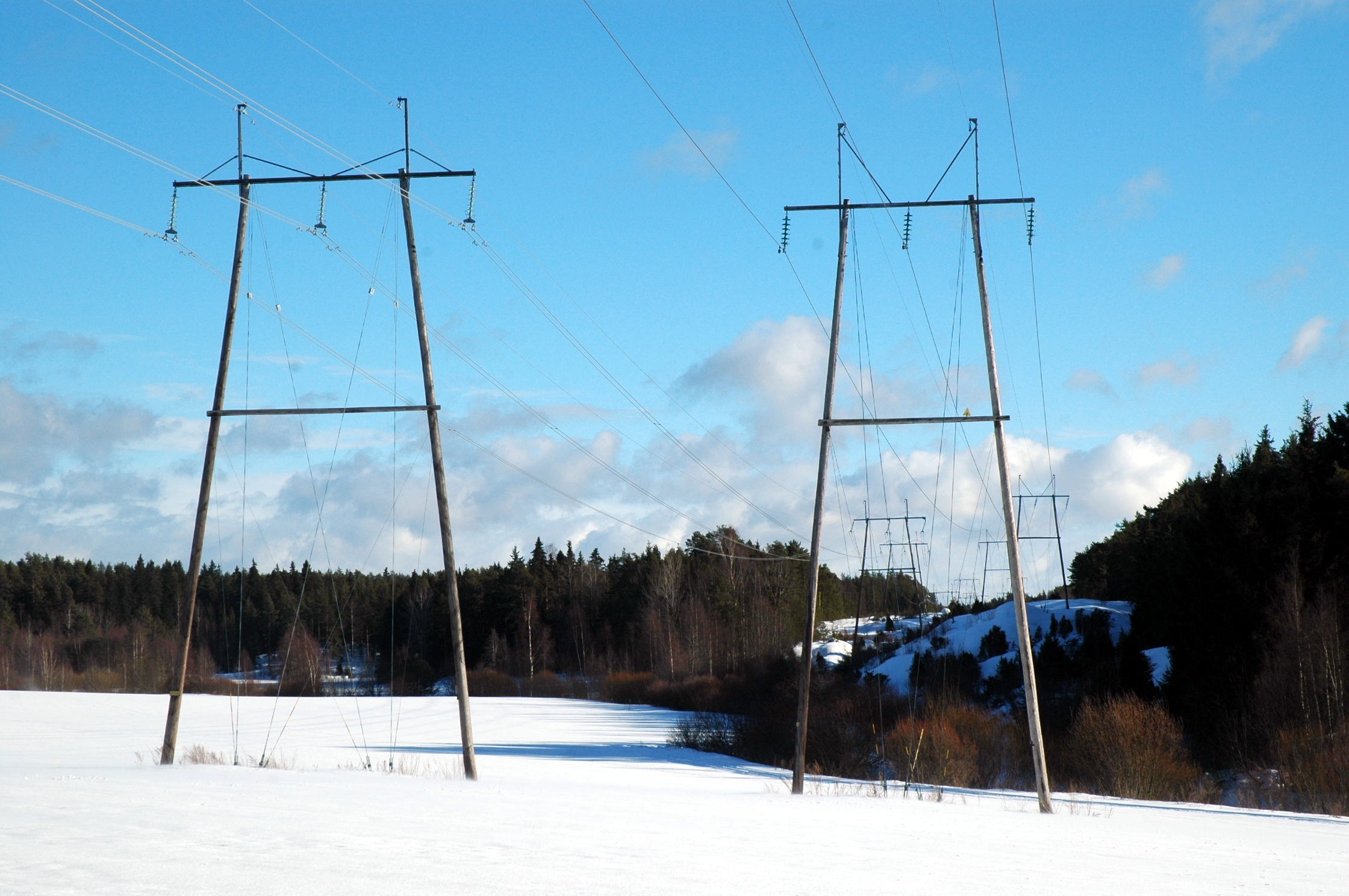
Holzmasten einer Stromleitung für Mittelspannung in Finnland

Unter Holzmasten werden in erster Linie alle Formen hölzerner Konstruktionen zusammengefasst, die als Träger von Strom- oder Kommunikationsleitungen dienen. Weiterhin kommen Holzmasten jedoch auch im Schiffsbau (Bemastungsholz), als Beleuchtungsmasten und Fahnenmasten zum Einsatz. Verwendet wird im Regelfall ein gerade gewachsener und gesunder Stamm aus Kiefern-, Fichten-, Douglasien-, Lärchen- oder Tannenholz. In Australien werden auch Eukalyptenstämme dafür benutzt. Dieser wird im Produktionsprozess durch Schälen auf die gewünschte annähernd runde Form gebracht und dann imprägniert. Die maximale Höhe von Holzmasten liegt wegen der begrenzten Wuchshöhe von Bäumen in Europa bei ca. 30 Metern. Holz entzieht der Atmosphäre während des Wachstums mehr CO2 als bei der Verarbeitung freigesetzt wird. Zudem reinigt der Wald die Luft, sichert Trinkwasserressourcen und bietet Menschen und Tieren Schutz, Lebensraum und Erholung.

## Bauformen
Bei der Bauweise von Masten als Träger von Stromleitungen gibt es verschiedene Varianten. Dabei ist im Mittelspannungsbereich hauptsächlich die Dreieckanordnung der Isolatoren in Gebrauch, während für Niederspannungsleitung vornehmlich die versetzte Isolatorenaufstellung verwendet wird. Grundsätzlich lässt sich die Bauweise von Holzmasten in zwei Typen unterscheiden. Zu einem gibt es Masten mit Stützisolatoren und zum anderen werden Freileitungsmasten mit Kettenisolatoren verwendet. Grundbauform von Holzmastanordnungen sind Einfachmast, Doppelmast, Strebmast und A-Mast. Für Kabelendmaste und in aller Regel als Abspannmaste in der Leitung werden sogenannte A-Masten verwendet. Doppelmaste werden bei geringfügigen Winkeln im Verlauf der Leitung eingesetzt, da diese höhere Kräfte als Einfachmaste aufzunehmen vermögen.
H-Masten bieten auf Querstreben Patz zur Aufstellung eines Transformators samt Schaltanlage.
Neben leicht konischen Rundmasten werden ebenfalls konische Masten mit quadratischem oder rechtwinkeligem Querschnitt aus Schichtholz hergestellt.

### Doppelmast
Der Doppelmast besteht aus zwei parallel und mit geringem Zwischenraum (z. B. 5 cm) angeordneten Einfachmasten. Die Masten werden über Bolzen und Abstandshalter, im Regelfall aus feuerverzinktem Stahl angefertigt, miteinander verbunden.

### Strebmast
Strebmaste bestehen aus einem senkrechten Mast, an welchen z. B. in 1,5 Metern Tiefe ein schräg gestellter Mast anmontiert wurde. Dieser Mast soll die Horizontalkräfte bei einem Schräg- oder Endzug aufnehmen.

### A-Mast

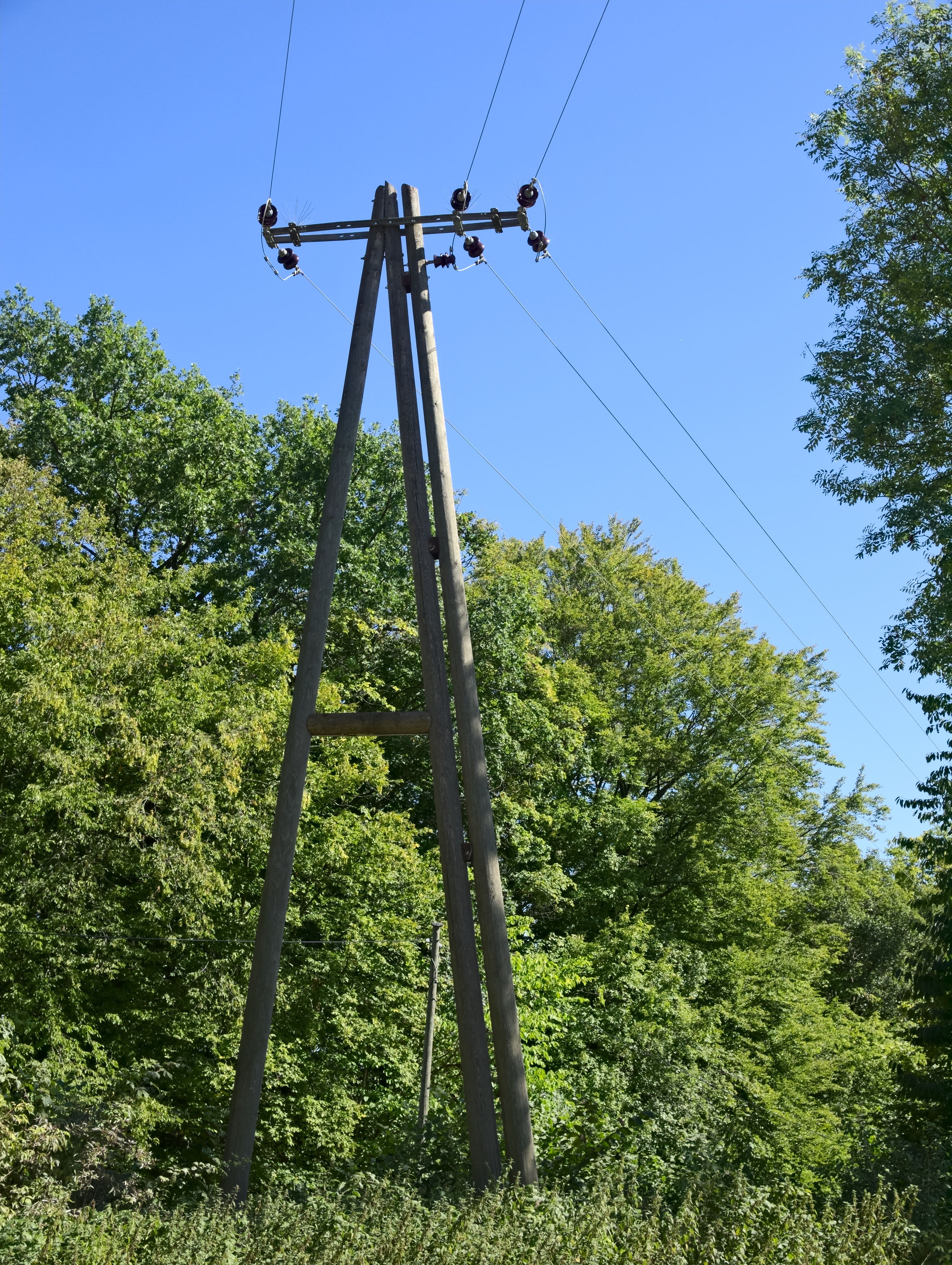
A-Mast

A-Masten bestehen aus zwei schräg stehenden Mastelementen, die sich oben treffen und auf halber Höhe nochmals durch ein Querholz verbunden sind, sodass sich die Form eines großen A ergibt. Sie können in der Richtung der beiden schrägen Elemente hohe Kräfte aufnehmen.
A-Masten werden aus zwei Einfachmasten auf der Baustelle montiert. Die Masten werden oben mit einem Bolzen und einem Stahlteil mit Krallen, welches ein Verschieben verhindert, verschraubt und in ca. drei Metern Tiefe mit einem Riegel, z. B. einem Stahlrohr mit angeschweißten Bügeln, montiert. In dem Rohr verläuft ebenfalls ein ca. 1,5 Meter langer Bolzen. Unter der Erde werden die beiden Maste nochmals mit zwei Hölzern – im Regelfall werden dafür abgebaute Holzmasten in gutem Zustand verwendet – über Bolzen kraftschlüssig verbunden.

### Fachwerkkonstruktionen
In Russland wurden 1930 für Leitungen mit Betriebsspannungen von 100 kV gelegentlich auch Fachwerktürme aus Holz errichtet.

### Corolle
Corolle ist die Bezeichnung für einen Freileitungsmasttyp aus laminiertem Kiefernholz mit drei Traversen. Das Besondere am Corolle-Holzmast ist, dass er für Leitungen höherer Spannungen als normale Holzmasten geeignet ist. Allerdings ist der Mast sehr teuer und aufwendig in der Bearbeitung.

## Dimensionen
Die Dimensionen von Holzmasten variieren je nach Einsatzgebiet und Verwendung. Die Längenabmessungen liegen üblicherweise zwischen 7 und 16 m. Längere Masten können mit gewöhnlichen Sattelaufliegern nicht mehr transportiert werden. Bei der Niederspannungsleitung, welche die überwiegende Anzahl der Holzmasten darstellt, liegt die Mastlänge zwischen 9 und 10 m. Die Längendimensionen im Mittelspannungsbereich liegen im Intervall zwischen 11 und 12 m. Der Durchmesser des Mastfußes befindet sich im Intervall zwischen 13 und 33 cm und nimmt zum Zopf hin auf 10 bis 22 cm ab. Diese Maße sind jedoch von der Länge der Masten abhängig. Bei Kommunikationsmasten liegt die Länge bei 7 bis 8 m. Um die Standfestigkeit von Freileitungsmasten zu gewährleisten, sind die Mindestdurchmesser des Zopfes und des Stammfußes vorgeschrieben. Die DIN 48350 schreibt den Holzmasten entsprechend ihren Längen-, Fuß- und Zopfmaßen verschiedene „Nenngrößen“ zu. Der maximale Mastabstand in Deutschland beträgt 160 m.
Die leicht konische Form von Masten lässt die konische Wuchsform von Baumstämmen gut ausnützen und entspricht auch den mechanisch-statischen Anforderungen an hohe Knickfestigkeit unten und große Dicke zur Verankerung im Erdreich.

## Einbindetiefe
Holzmasten werden typisch 1,6 bis 2,5 m tief (in Erdreich oder Ortbeton) eingebunden; kürzere um 10 m Gesamtlänge eher 20 % ihrer Gesamtlänge, längere um 15 m etwa 15 % ihrer Länge.

## Betonfertigteilgründung

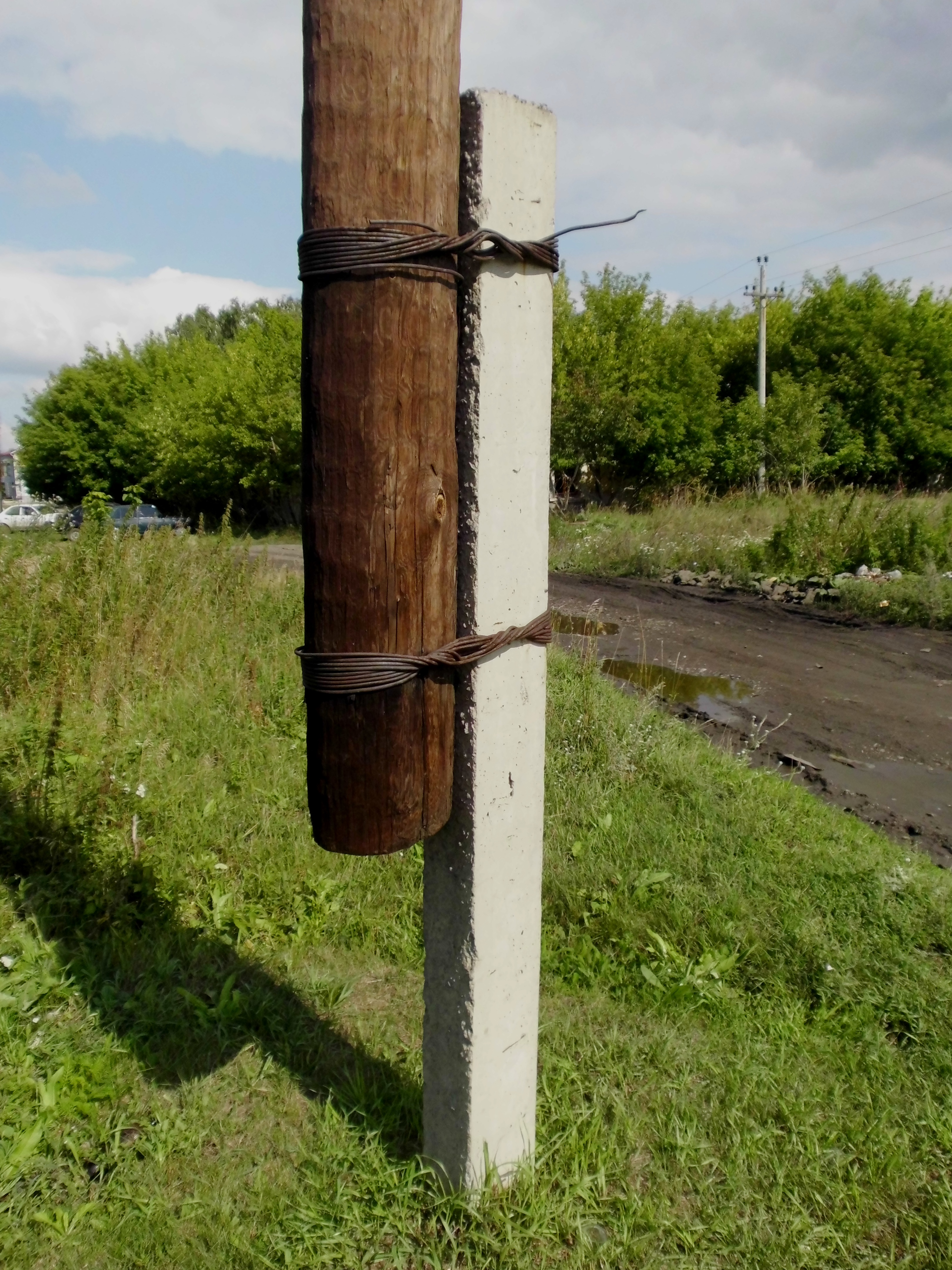
Betongründung eines mit Draht befestigten Holzmastes in Russland

Verbreitet in Österreich ist das Verfahren, dass Holzmasten (A-Masten je Strebe) um ein Bein aus Stahlbeton verlängert werden. Dieses etwa 3 m lange Standard-Formteil hat etwa 20 cm Durchmesser, ist an seinem unteren Ende ein wenig hammerartig verdickt und wird hier etwa 2 m tief eingegraben. Das obere Ende ist als Kugelkalotte geformt, seit etwa 1990 mit einer schwarzen Polyethylenkappe abgedeckt, um Regenwasser gut abzuleiten. Am oberirdischen Meter befinden sich seitlich übereinander zwei Querbohrungen mit einseitig etwa 3 cm vorstehenden Auflageflächen. Mit je einer M20-Schraube aus verzinktem Stahl wird der entsprechend durchbohrte Holzmast hier zweimal mit gewölbten Beilagen angeschraubt. Der Holzmast verläuft durchwegs rein oberirdisch, hält dadurch länger und kann bei Bedarf rasch und ohne Erdarbeiten getauscht werden.

## Verwendung und Verdrängung
Die Verwendung von Holz als Bauelement für Masten bietet eine Vielzahl von Vorteilen. So hat Holz neben seinem niedrigen Investitionspreis und seinem geringen Gewicht, eine leichte Besteigbarkeit, ein hohes Isoliervermögen, was von besonderer Bedeutung bei Stromleitungen ist, und eine hohe Elastizität. Weiterhin sind die Transportkosten gering (geringes Eigengewicht) und die Ein- und Ausbaukosten sind zeitsparend und kostengünstig.
Die Nutzung von Holzmasten findet hauptsächlich im Bereich der Niederspannungsleitungen von 110 bis 950 V und für Mittelspannungsleitungen von 5 bis 30 kV statt, die Verwendung von Holzmasten für Hochspannungsleitungen ist eher selten. 1925 wurde zwischen Rheinau und Mannheim eine zweikreisige 110-kV-Freileitung auf Holzgittermasten verbaut, sowie Teile einer Freileitung Schluchsee – Forbach.
In Deutschland wurden in der Zeit kurz nach dem Zweiten Weltkrieg Holzmaste auch für Hochspannungsleitungen verwendet, da es an Stahl mangelte. Im März 1946 ging eine Leitung als direkte Verbindung zwischen deutschem und französischem Netz auf einem provisorischen Holzmasten-Gestänge zwischen Koblenz und Landres in Betrieb, die über diese Leitung getätigten Stromlieferungen waren als Entschädigung an Frankreich für Kriegszerstörungen gedacht. Ende der 1940er wurde von Espenhain nach Zwönitz eine 110-kV-Leitung auf hölzernen Portalmasten errichtet, die zur Versorgung des Uranbergbaus der Wismut AG diente.

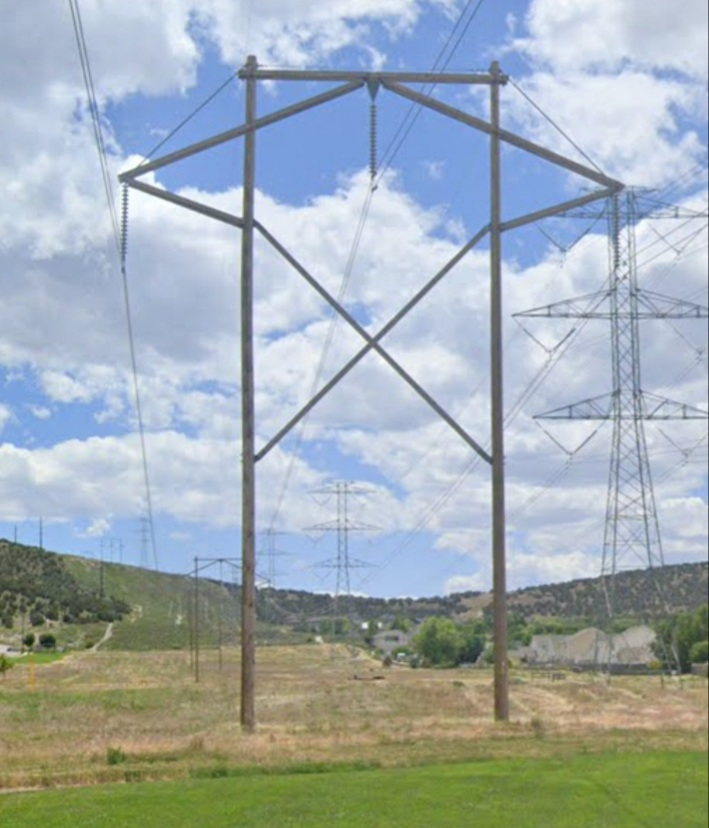
345-kV-Holzmast in den USA

In Skandinavien sind Teile des 110-kV-Netzes auf hölzernen Portalmasten verlegt, in den USA kommen Holzmasten sogar für 345-kV-Leitungen zum Einsatz. Allerdings stehen die Holzmasten, als Träger von Energieleitungen, in starker Konkurrenz mit Stahl- und Betonmasten und werden weitestgehend durch diese verdrängt. Weiterhin werden Holzmasten für die Leitung des Kommunikationsverkehrs verwendet. Der Bedarf an Kommunikationsleitungen auf Holzmasten nimmt allerdings infolge der Verdrängung durch unterirdische Verkabelungssysteme und digitale Drahtlosübertragungen stark ab. Gelegentlich werden und wurden Holzmasten auch als Antennenträger genutzt. Wegen der begrenzten Maximalhöhe beschränkt sich die Anwendung auf niedere Konstruktionen wie Radialmaste von Schirmantennen, Tragmaste von Reusenantennen für Kurzwelle, Tragmast als Sendeantennen für NDBs oder auch als Tragmast für Fernseh- und UKW-Sender kleiner Leistung.
Die Verwendung von Holz bei Schiffs-, Beleuchtungs- und Fahnenmasten oder auch Straßen-/Lokalbahn-Oberleitungsmasten  spielen heute nur noch eine geringe Rolle.
Die Anzahl in Verwendung stehender Holzmasten liegt in Deutschland bei 3 bis 4 Millionen Stück. Holz ist ein nachwachsender Rohstoff und bindet wie jedes Holzbauwerk Kohlenstoff über längere Zeit und hilft damit den CO2-Gehalt der Atmosphäre niedrig zu halten.

## Schutzbehandlung
Zum Schutz von Holzmasten gegen den biologischen Abbau durch Pilze werden die Masten mit chemischen Holzschutzmitteln behandelt, insbesondere durch Imprägnierung mit Steinkohlenteerölen oder Volltränkung mit bioziden Schutzsalzen durch eine Kesseldruckimprägnierung.
Die vorherige Entfernung von Rinde und Bast wird als Weißschäle bezeichnet.
Bei Holzbauteilen mit direktem Erdkontakt werden auch Kupfersalze verwendet, da diese eine toxische Wirkung auf Moderfäulepilze haben. Um auch kupfertolerante Braunfäulepilze vorbeugen und bekämpfen zu können, wurden früher Kupfersalze durch Zusätze mit Arsen-, Fluorsalzen und später mit Borsalzen kombiniert. Diese werden allerdings heute aufgrund der schädlichen Wirkung auf Gesundheit und Umwelt durch andere Zusätze ersetzt. Zu den wichtigsten Kupferpräparaten zählen u. a. Triazole und Kupfer-HDO, die sowohl gegen Moder- als auch gegen Braun- und Weißfäule wirken. Moderne, fixierende und ökologisch umfassend geprüfte Produkte für die Salzimprägnierung, wie z. B. Tanalith, Wolmanit CX 8 und Korasit KSM/KS2, bieten einen sicheren und dauerhaften Schutz der Masten.
Die DIN EN 14229 schreibt eine Mindesteinbringmenge von etwa 25–33 kg Schutzmittel pro Kubikmeter Splintholz vor, wobei das Holzschutzmittel zum Beispiel per Vakuum-Drucktechnik in das Holz gebracht werden kann. Die Vorgängernorm VDE 0210 lief bereits Ende September 2007 aus. Für Großbritannien werden Masten nach britischem Standard BS in Vakuum-Drucktechnik mit einer Mindesteinbringmenge von 95–140 kg Schutzmittel WEI Typ „B“ oder „C“ pro Kubikmeter im Rüping-Verfahren hergestellt.

### Standzeit
Die Lebenserwartung von imprägnierten Holzmasten ist abhängig von den eingesetzten Holzschutzmitteln. Aber auch durch andere Einflüsse, wie Lagerdauer vor dem Einbau, Standort, Qualität des verwendeten Holzes und Montageeinflüsse kann die Standzeit stark beeinflusst werden. Bei der Imprägnierung mit Schutzsalzen wird eine Standzeit von 20 bis 30 Jahren kalkuliert, während bei Behandlung mit Steinkohleteerölen eine Lebenszeit von 40 Jahren erreicht werden kann.
Unbehandelte Masten erreichen eine mittlere Standzeit von 7 Jahren.
Eine Lebenserwartung von mehr als 10 Jahren im direkten Erdkontakt haben von den einheimischen Holzarten im unbehandelten Zustand nur Eibenholz, Eichenholz, Kastanienholz, Kiefernholz, Lärchenholz und Nussbaumholz.

## Bildergalerie

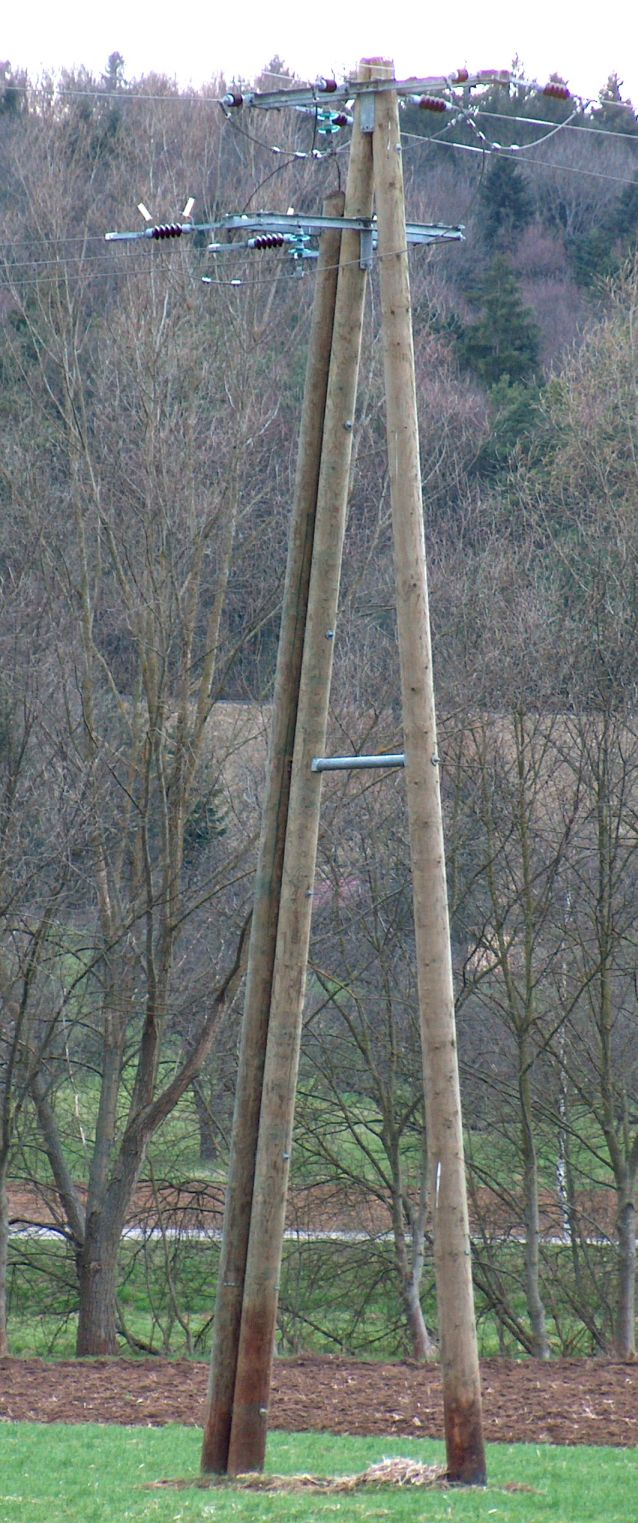
Sonderbauart eines A-Mastes
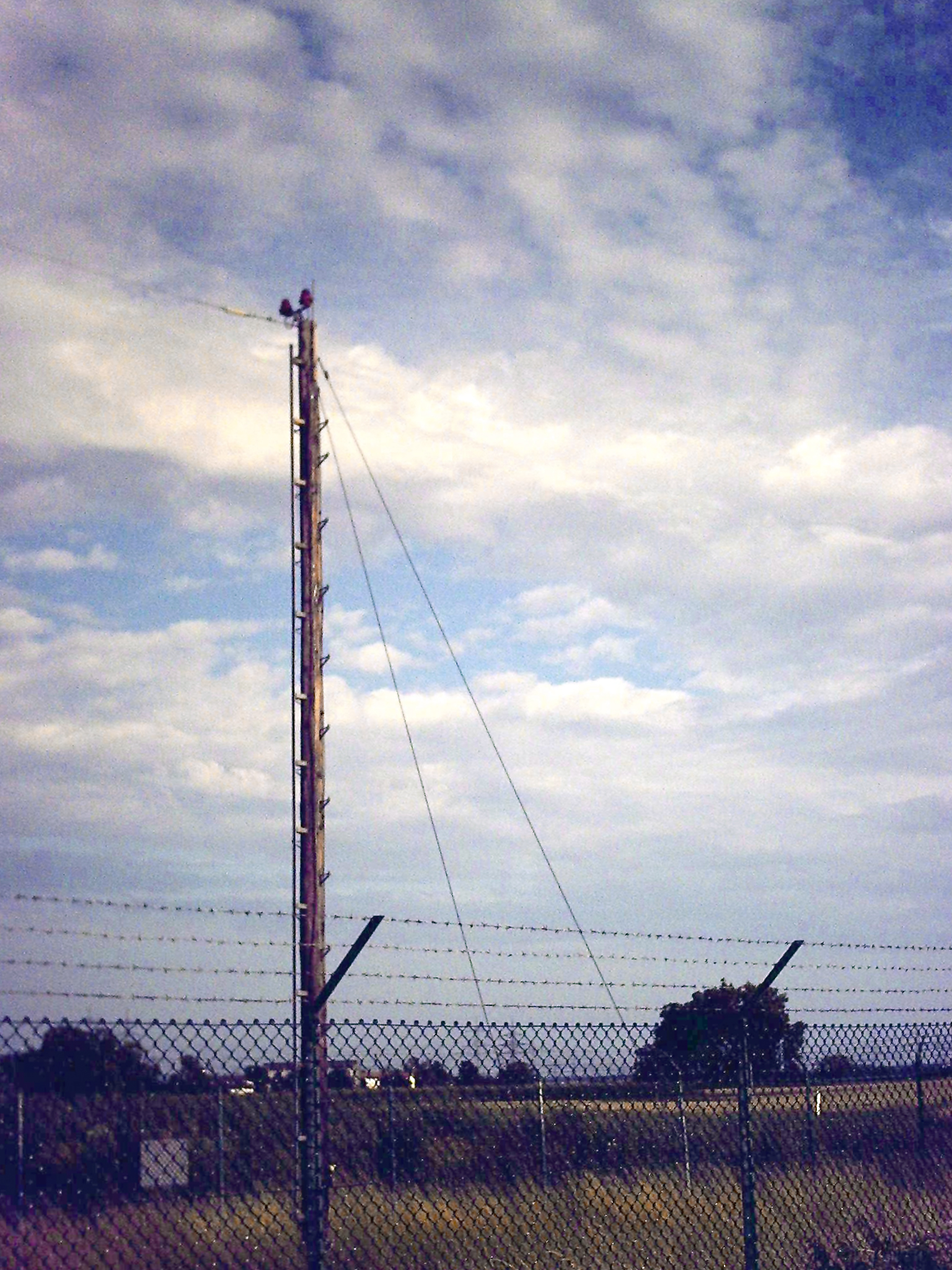
Holzmast des Funkfeuers HDL bei Plankstadt
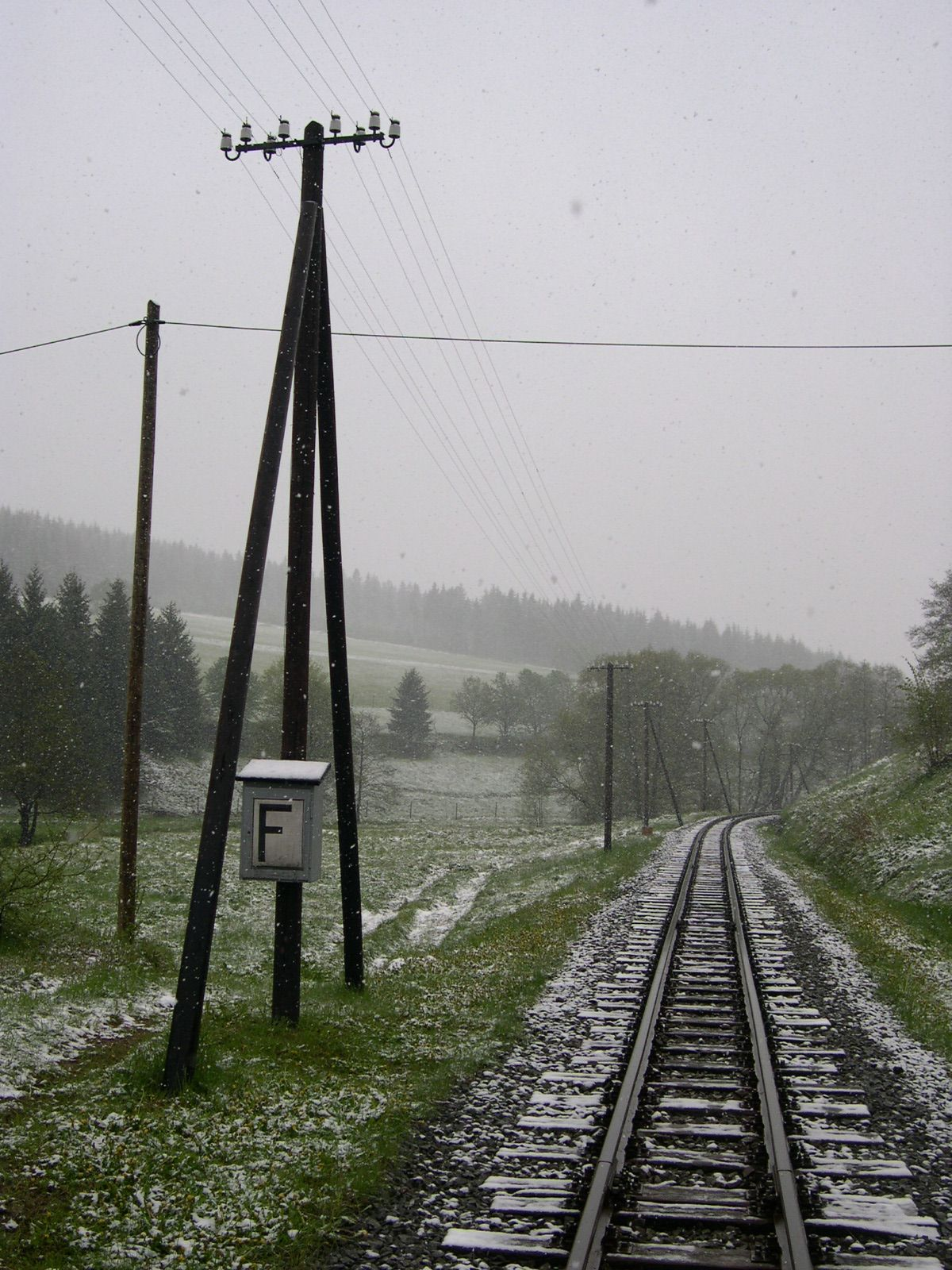
Holzmast einer Fernsprechleitung
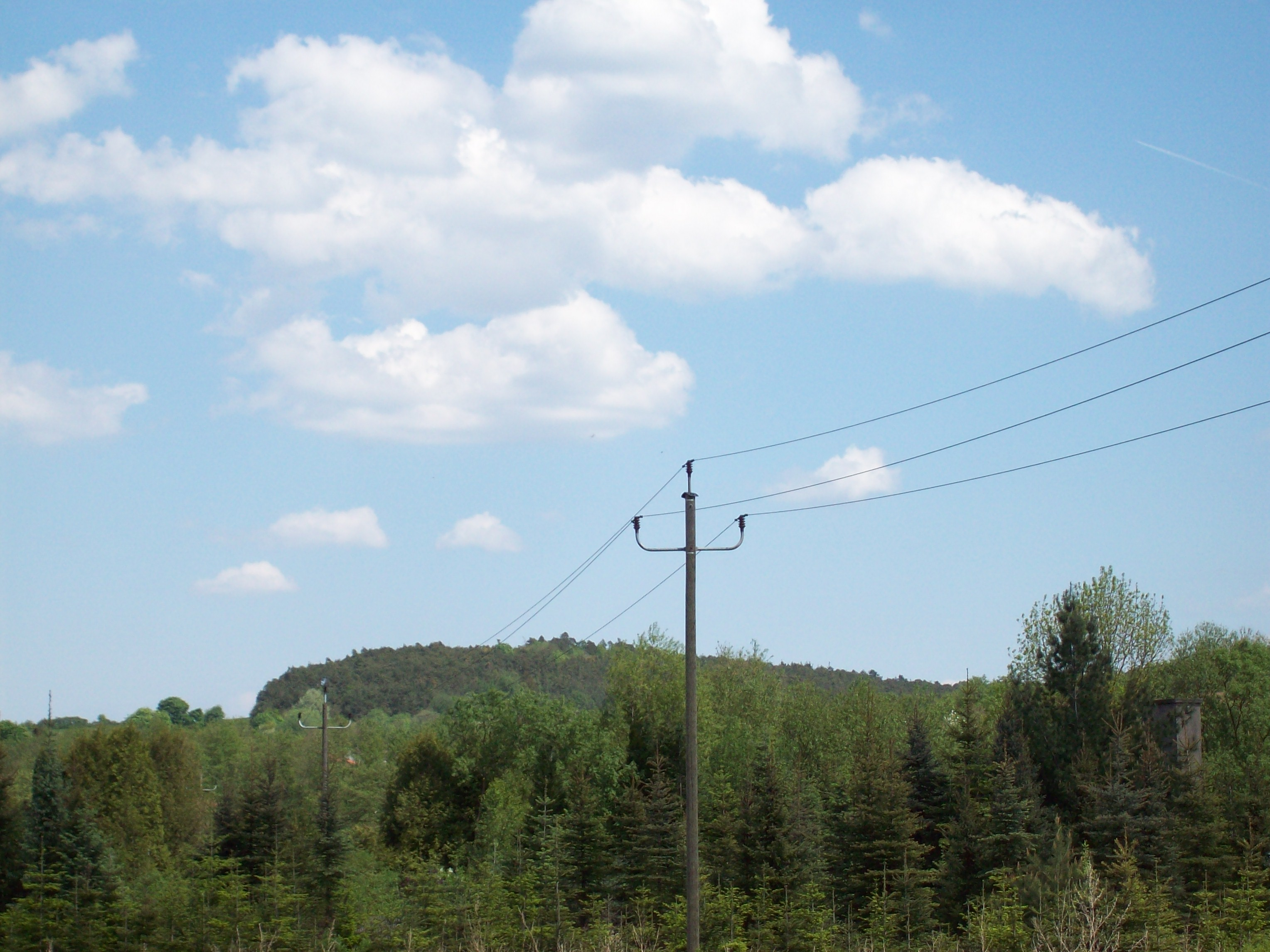
Strommast für Mittelspannung
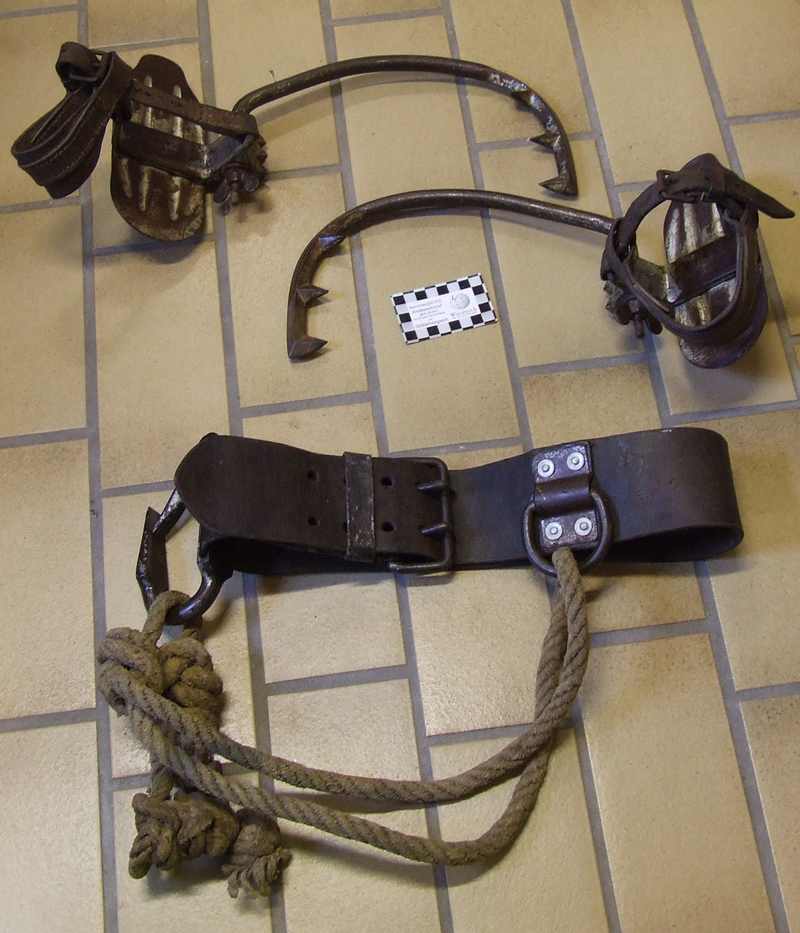
Maststeigeisen für Holzmast
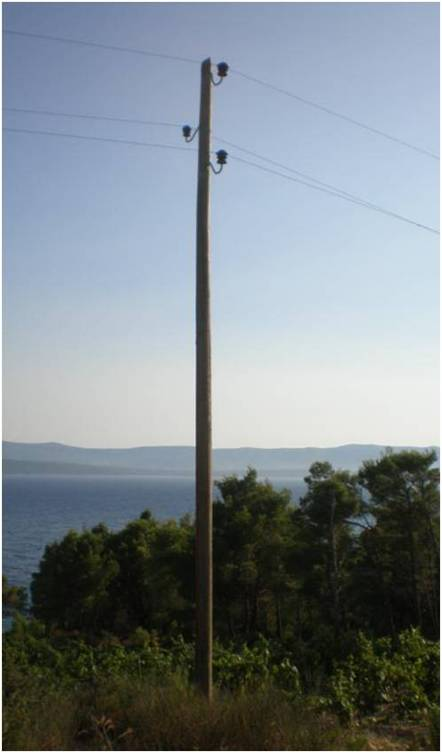
Holzmast mit Stützisolatoren in Kroatien